# アクアノウティック
アクアノウティック（Aqua Nautic）は、2002年にスイス・ジュネーブで設立された腕時計メーカー。

## 概要
名前はアクア（水）、ノウティック（船舶）の意味であり、マリンリゾートをイメージしたユニークなデザインと高い防水機能を装備したスイスメイドの機械式時計を展開している。豊富な種類のベゼルやマスク（風防を守るデザインカバー）、ストラップは簡単に取り外し、交換ができる仕組みになっており自由なコーディネートを楽しむことができる。
日本総代理店は、ユーロパッションである。